# Dollard-Des Ormeaux
Dollard-Des Ormeaux ist eine Stadt im Südwesten der kanadischen Provinz Québec. Sie liegt auf der Île de Montréal westlich von Montreal. Die Stadt hat eine Fläche von 14,97 km² und zählt 48.899 Einwohner (Stand: 2016).

## Geographie
Dollard-Des Ormeaux liegt im Westen der Île de Montréal, in der Region West Island. Die Gemeinde grenzt im Norden an den Montrealer Stadtbezirk Pierrefonds-Roxboro, im Südwesten an Kirkland, im Süden an Beaconsfield und im Südosten an Dorval. Das Stadtzentrum Montreals ist rund 18 Kilometer entfernt.

## Geschichte
Das heutige Gemeindegebiet gehörte ursprünglich zur 1741 gegründeten Gemeinde Sainte-Geneviève, die im Laufe der Jahrzehnte mehrfach verkleinert wurde. Die Gründung der Gemeinde Dollard-Des Ormeaux erfolgte im Jahr 1924. Benannt ist sie nach dem französischen Soldaten Adam Dollard des Ormeaux, der im Jahr 1660 westlich der Stadt Montreal bei einem Angriff auf vorrückende Irokesen ums Leben kam. Wie andere Gemeinden im Westen der Insel besitzt Dollard seit jeher einen überdurchschnittlich hohen Anteil englischsprachiger Einwohner. 1960 wurde die Gemeinde zu einer Stadt erhoben. Aus Anlass des hundertjährigen Jubiläums der Kanadischen Konföderation 1967 entstand ein 48 Hektar großer Landschaftspark, der Centennial Park / Parc du Centenaire.
Am 1. Januar 2002 wurden 27 Gemeinden auf der Insel mit Montreal fusioniert. Besonders in Gemeinden mit einem hohen Anteil an Englischsprachigen regte sich Widerstand, da diese Maßnahme von der Provinzregierung der separatistischen Parti Québécois angeordnet worden war. Ab 2003 stellte die Parti libéral du Québec die Regierung und versprach, die Gemeindefusionen rückgängig zu machen. Am 20. Juli 2004 fanden in 22 ehemaligen Gemeinden Referenden statt. In Dollard-Des Ormeaux sprachen sich 85,2 % der Wahlbeteiligten für die Trennung aus, wobei das erforderliche Quorum von 35 % aller Wahlberechtigten allerdings nur knapp übertroffen wurde. Die Gemeinde wurde am 1. Januar 2006 neu gegründet, musste aber zahlreiche Kompetenzen an den Gemeindeverband abtreten.

## Bevölkerung

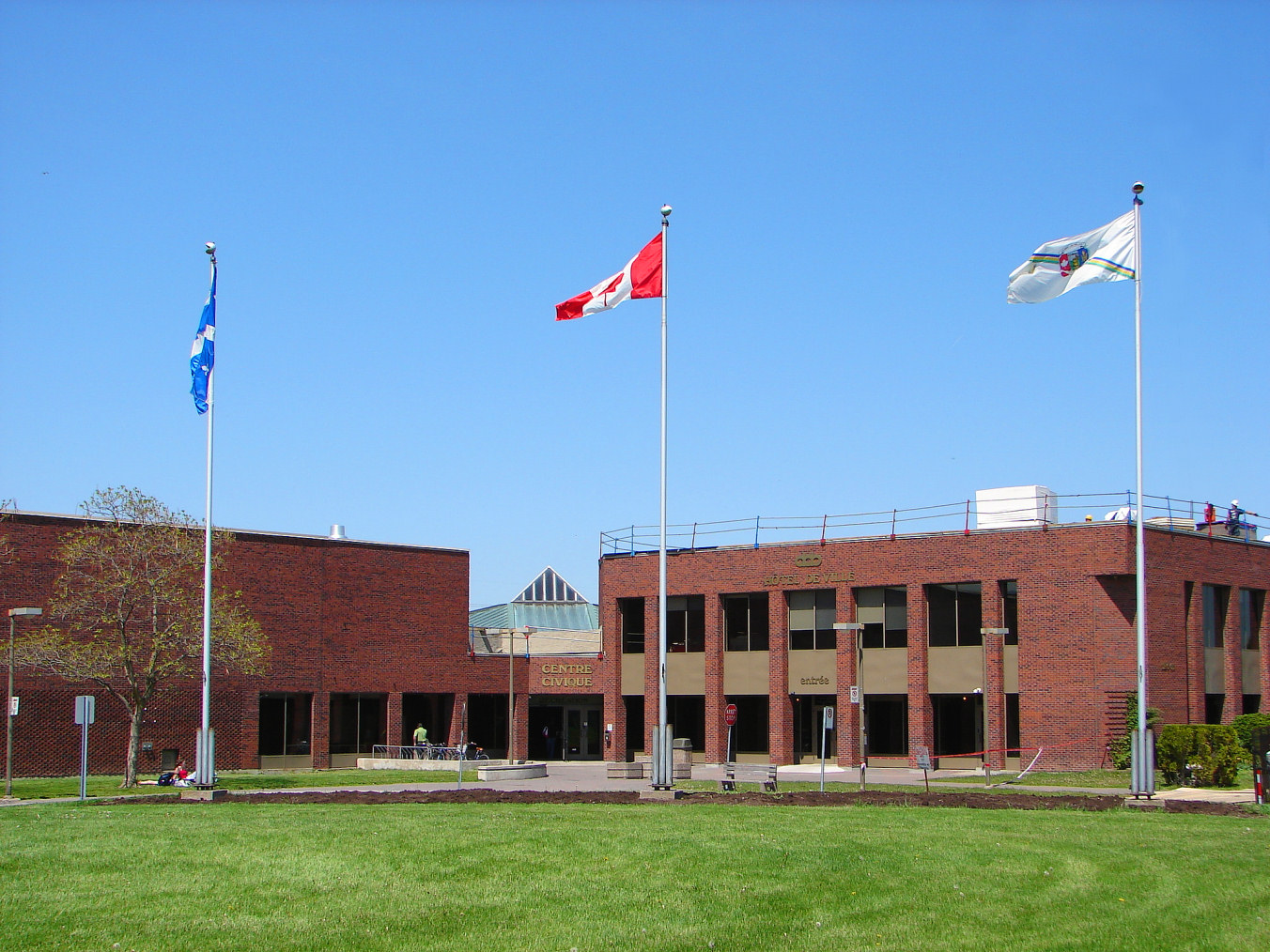
Rathaus

Gemäß der Volkszählung 2011 zählte Dollard-Des Ormeaux 49.637 Einwohner, was einer Bevölkerungsdichte von 3287,2 Einw./km² entspricht. 41,3 % der Bevölkerung gaben Englisch als Hauptsprache an, der Anteil des Französischen betrug 16,1 %. Als zweisprachig (Französisch und Englisch) bezeichneten sich 1,6 %, auf andere Sprachen und Mehrfachantworten entfielen 41,0 %. Zu den bedeutendsten nichtoffiziellen Hauptsprachen gehörten Arabisch (6,0 %), Italienisch (3,0 %), Griechisch (2,7 %), Chinesisch (2,1 %), Spanisch (2,4 %) und Panjabi (2,2 %). Ausschließlich Englisch sprachen 25,5 %, ausschließlich Französisch 5,0 %. Im Jahr 2001 waren 39,3 % der Bevölkerung römisch-katholisch, 21,1 % jüdisch, 12,7 % protestantisch, 7,9 % orthodox, 5,5 % muslimisch und 5,9 % konfessionslos.

## Verkehr
Knapp außerhalb der südlichen Stadtgrenze verläuft die Autoroute 40, die Autobahn zwischen Montreal und Ottawa. Wichtige Querverbindungen sind der Boulevard Saint-Jean und der Boulevard des Sources zwischen Kirkland und Pierrefonds-Roxboro. An der nordöstlichen Stadtgrenze befindet sich der Bahnhof Sunnybrooke an der exo-Vorortslinie vom Montrealer Hauptbahnhof nach Deux-Montagnes. Diese ist zurzeit stillgelegt und wird 2023/24 durch das Réseau express métropolitain ersetzt. Mehrere Buslinien der Société de transport de Montréal stellen Verbindungen mit den Nachbargemeinden her.

## Persönlichkeiten
- Thérèse Brisson (* 1966), Eishockeyspielerin